# 金指久美子
金指 久美子（かなざし くみこ、1964年3月 - ）は、日本の言語学者。専門は、スラヴ文献学・チェコ語学。東京外国語大学総合国際学研究院教授（言語文化部門・言語研究系）。

## 経歴
1986年東京外国語大学外国語学部ロシヤ語学科卒業、1988年東京大学大学院人文科学研究科ロシア語ロシア文学専攻修士課程修了、1991年博士課程単位取得退学。1992年東京外国語大学外国語学部助手、1998年講師、2004年助教授、2009年東京外国語大学総合国際学研究院准教授（大学院重点化に伴う配置換え）、2020年4月より教授。夫はスラヴ言語学者の黒田龍之助。

## 編著書
- 『チェコ語基礎1500語』編 大学書林 1998
- 『チェコ語会話練習帳』編　大学書林、2000年
- 『スロヴェニア語入門』大学書林、2001年
- 『チェコ語のしくみ』白水社、2007年
- 『スロヴェニア語日本語小辞典』大学書林 2009
- 『中級チェコ語文法』白水社 2010
- 『チェコ語の基本 入門から中級の入り口まで』三修社、2012年
- 『変化型で見るチェコ語単語集3000』大学書林、2018年
- 『スロヴェニア語文法』三修社、2022年

### 翻訳
- オルドジフ・レシュカ, ヨゼフ・ベセリー『必携ロシア語変化総まとめ』千野栄一共編訳 白水社 1993